# Azione per il Rinnovo del Ciad
Azione per il Rinnovo del Ciad (in lingua francese Action pour le renouveau du Tchad) è un partito politico del Ciad, conosciuto con l'acronimo ART nell'ambito politico locale.
Nelle elezioni legislative del 21 aprile 2002 il partito vinse, secondo l'Unione interparlamentare, 1 seggio su 155.
Nel 2005 fece parte della maggioranza che governò il Paese e uno dei suoi esponenti fece parte dell'esecutivo come ministro.
Nelle elezioni parlamentari del 2011 il partito ottenne un seggio su 188.